# Uridine diphosphate
L’uridine diphosphate, abrégée en UDP, est un nucléotide pyrimidique, ester d'acide pyrophosphorique et d'uridine.
De l'UDP se forme au cours de la glycogénogenèse à partir d'UTP sous l'action de l'UDP-glucose pyrophosphorylase puis de la glycogène synthase avec fixation concomitante d'une unité glucose sur une molécule de glycogène. 